# Fortino sulla Foce di Viareggio
Il Fortino sulla Foce di Viareggio ha fatto parte, assieme alla torre Matilde ed al Fortino di Levante e il Fortino di Ponente, della difesa costiera del Ducato di Lucca.

## Storia
Il progressivo allontanamento del mare dal Castrum de via regia rendeva meno difendibili i magazzini ed il porto dello scalo lucchese e di conseguenza, con deliberazione dei 5 giugno 1534, fu fatta costruire dal Governo lucchese la Torre di Viareggio, chiamata impropriamente Torre Matilde, attribuendone erroneamente la costruzione alla Duchessa Matilde di Canossa, in prossimità dello sbocco a mare della Fossa della Selice (l'attuale canale Burlamacca), a nuova difesa dei magazzini e del nascente borgo. L'edificazione venne eseguita sotto la sovrintendenza di Jacopo Arnolfini, Francesco Balbani, Martino Bonvisi, Filippo Calandrini, Bernardino Cenami e Tommaso Montecatini, utilizzando come materiale le bozze di pietra squadrata che si potevano ricavare dalla parziale demolizione del procinto del vecchio castello (i resti del castello mano a mano smantellato furono utilizzati anche per costruire altre parti della città ed erano sempre visibili fino ai primi anni del Novecento).
Nei primi anni del Settecento il mare si era ulteriormente ritirato, lasciando scoperto un tratto di spiaggia dove furono tracciate le aree per le nuove costruzioni. La linea di riva era all'incirca all'altezza dell'attuale via S. Andrea.
Questo problema della difesa costiera fu affrontato dal Senato lucchese fin dal 1764 riesaminando un memoriale redatto dai Conservatori di Sanità nel 1759, muoveva dalla constatazione che la torre, oramai molto distante dal mare, non era più capace di offrire un'adeguata protezione del borgo e delle attività portuali dai corsari barbareschi che commettevano razzie nell'Alto Tirreno.
L'ingegnere Giovanni Francesco Giusti, ispezionando le difese, convinse i senatori ad edificare un nuovo fortilizio lungo il molo di ponente, che avrebbe dovuto costituire un commodo quartiere per i soldati in vicinanza del porto; nel 1768 fu costruito, sulla sponda destra del canale, il Fortino sulla Foce di Viareggio sul quale fu spostato il cannone della torre.
Ma il nuovo forte sul molo da solo non poteva assicurare la completa copertura difensiva litorale, la Repubblica per il controllo del litorale si era affidata ad un perlustramento mobile che, muovendo di continuo da Viareggio, raggiungeva a nord la fossa dell'Abate ed a sud si inoltrava all'interno dell'attuale pineta di levante. Un sistema che necessitava di molti soldati e neppure tanto sicuro, lasciando incontrollata la costa tra i passaggi di perlustrazione. Fu così deciso, il 28 maggio 1770, seguendo le indicazioni progettuali di Giovanni Francesco Giusti e con un preventivo di spesa di 1.430 scudi, di edificare due fortini l'uno a levante e l'altro a ponente di Viareggio a 2 miglia di distanza, che coordinati dal nucleo di pronto intervento di Viareggio, avrebbero dovuto fungere da postazioni fisse d'osservazione marittima. Il Fortino di Levante venne eretto nella zona di arenile all'inizio della via S. Giovanni Gualberto all'altezza dell'attuale località La Lecciona, precisamente, di fronte alla Villa Borbone vicino alla casa chiamata delle guardie; Fortino di Ponente venne costruito allo sbocco a mare oltre la fossa dell'Abate, nel territorio di Camaiore.
Del Fortino di Levante, che sorgeva di fonte all'attuale villa Borbone non si hanno resti visibili.
Del Fortino di Ponente rimane il ricordo nel nome di una strada di Lido di Camaiore, denominata appunto via del Fortino.
Il 16 gennaio del 1834 Carlo Lodovico di Borbone, succeduto alla madre Maria Luisa, decretò lo smantellamento dei due fortini di Levante e Ponente; incaricò il colonnello viareggino Ippolito Zibibbi, di costruire due “Batterie di Costa col metodo di fortificazione di campagna”, avvicinando così le difese al mare che si era ulteriormente ritirato, ricavando nel contempo terreno (e lo stabile del fortino di levante al quale fu smantellato il ribellino) per l'ampliamento della villa e del parco che la madre aveva iniziato a costruire nel 1821. Fu smantellato dopo pochi anni e sostituito da una nuova costruzione più vicina al mare e leggermente spostata a sud, di questa costruzione recentemente (luglio 2012) sono stati ritrovati i resti.
Il fortino della Foce di Viareggio, che nel frattempo era diventato sede della Capitaneria di Porto, fu smantellato negli anni trenta per migliorare la viabilità della città in veloce via di sviluppo.